# Rudolph Philip Waagner

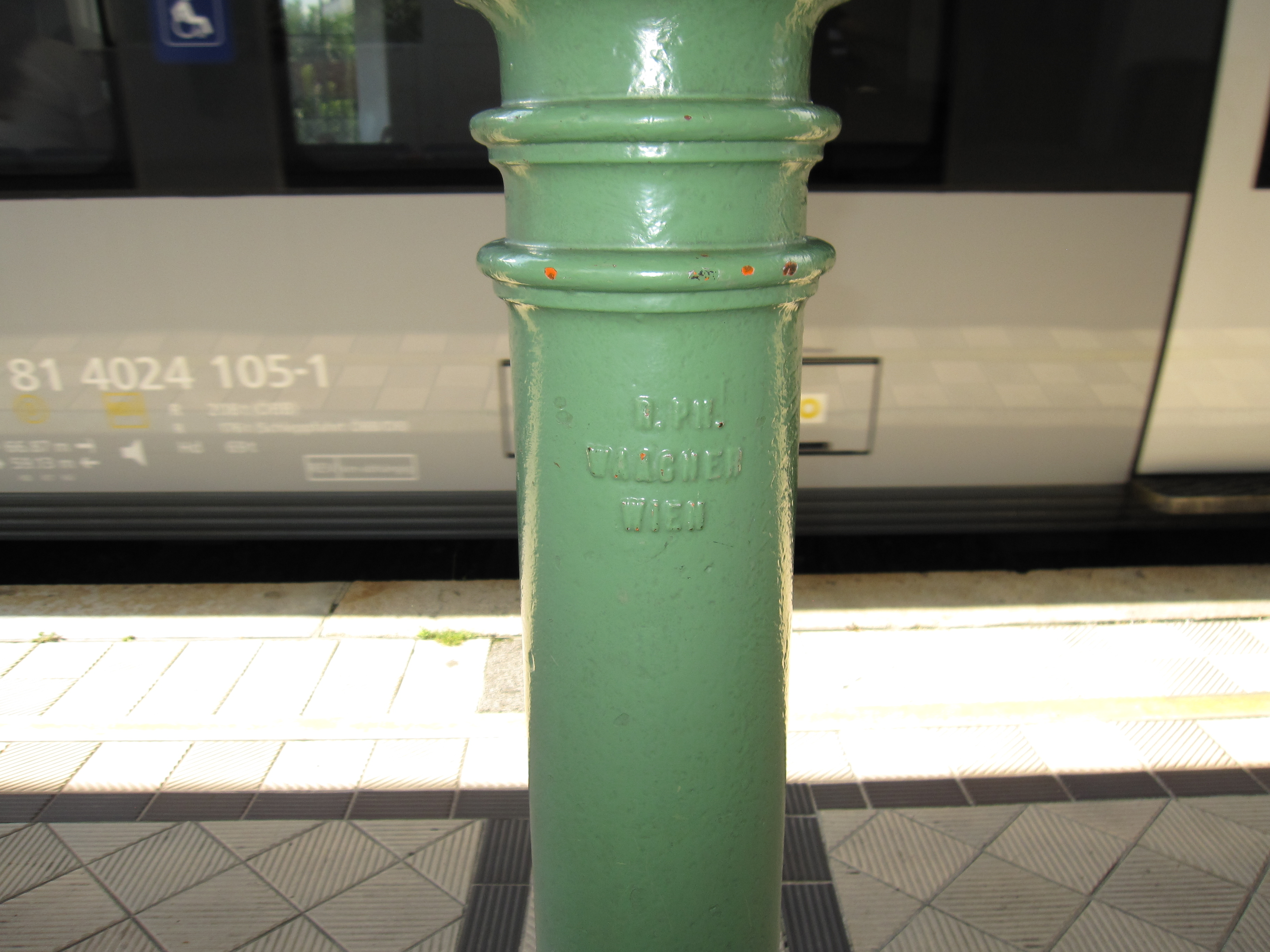
Vom Wiener Traditionsunternehmen Rudolph Philip Waagner hergestellte Bahnsteigstütze im Bahnhof Wien Hernals

Rudolph Philip Waagner (* 16. Juli 1827 in Korneuburg; † 1888) war ein österreichischer Bauingenieur.

## Biografie
Waagner gründete seine Firma 1854 als kleines Handelshaus in Wien. Das Unternehmen wurde durch den Zusammenschluss seines Schlossereibetriebes und derjenigen von Anton Biró sowie Albert Milde gegründet.
Anfangs hatte die Firma Rudolph Philip Waagner eine kleine Gießerei in Weidling und erwarb sich einen guten Ruf bei der Herstellung von hochwertigem Stahl. 1880 kaufte Gustav Ritter von Leon die Firma und schloss sie seinem Brückenbau-Betrieb an. Durch verschiedene Fusionen und Änderungen entstand 1924 das heutige Unternehmen Waagner-Biro mit Sitz in Wien.